# Notoscincus ornatus
Notoscincus ornatus là một loài thằn lằn trong họ Scincidae. Loài này được Broom mô tả khoa học đầu tiên năm 1896.